# Templo (SUD)

La construcción de templos deLa Iglesia de Jesucristo de los Santos de los Últimos Días alcanzó su apogeo en el año 2000, bajo la presidencia de Gordon B. Hinckley.

Mapa indicando la localización de los Templos de la iglesia en el mundo. Los puntos en rojo indican los Templos que actualmente están en operaciones, en azul, los que han sido anunciados o que están en construcción y en negro, aquellos cuya construcción o planificación fueron suspendidas. Actualizado para octubre de 2009.

El templo es una edificación cristiana construida y operada por la Iglesia de Jesucristo de los Santos de los Últimos Días y de santidad real o supuesta. El templo se dedicada a ser la casa de Dios y se reserva para formas especiales de adoración donde los patronos participan en ceremonias eclesiásticas como la investidura, el matrimonio eterno y el bautismo por los muertos. 
El primer templo del movimiento de los Santos de los Últimos Días fue construido en 1836 y desde entonces han sido una parte importante de sus ceremonias eclesiásticas. La iglesia Comunidad de Cristo, parte inicial del movimiento, opera un templo en los Estados Unidos, que, a diferencia de los templos de la Iglesia con sede en Utah, están abiertos al público y son usados para los servicios de culto, actos públicos y educación histórica. Otros grupos de los Santos de los Últimos Días, como la Iglesia de Jesucristo, no utilizan templos para estas actividades abiertas a todo público, solo realizan el culto en ramas de la iglesia o en misiones.
Desde sus inicios, pero especialmente desde el siglo xx, la iglesia SUD ha emprendido vigorosos programas de actividad misionera, que han dado lugar a la edificación de un gran número de nuevos templos a nivel mundial. En consecuencia, no es raro encontrar más de un templo en una misma ciudad. Con los anuncios de nuevos templos durante la Conferencia General de la iglesia en octubre de 2023, la iglesia SUD tenía 177 templos en funcionamiento, 59 en proceso de construcción o renovación, y 99 en etapas de planificacion y diseño.

## Historia

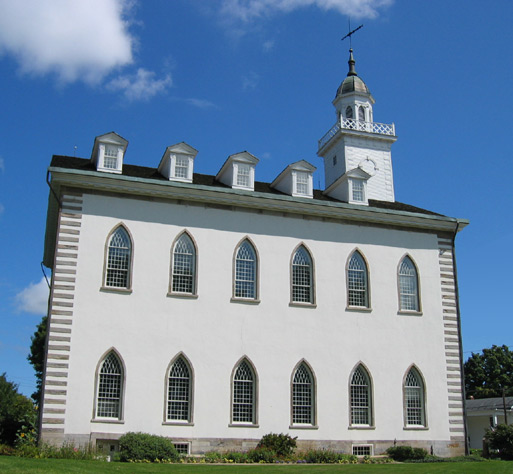
El templo de Kirtland, operado por la Comunidad de Cristo, fue el primer templo SUD y el único construido durante la vida de Joseph Smith.

El 27 de diciembre de 1832, dos años después de la organización de la Iglesia SUD, Joseph Smith, su fundador, llamó a sus fieles a restaurar las ceremonias de adoración bíblicas a efectuarse en una nueva edificación para la iglesia: el templo.: 11  La nueva declaración da mandamiento a los fieles en Kirtland, Ohio:

«estableced una casa, sí, una casa de oración, una casa de ayuno, una casa de fe, una casa de instrucción, una casa de gloria, una casa de orden, una casa de Dios»
Doctrina y Convenios 88:119

Teológicamente, la construcción de templos dentro del Movimiento SUD es en cumplimiento de la profecía encontrada en el Libro de Malaquías del Antiguo Testamento:

«He aquí, yo envío a mi mensajero, y él preparará el camino delante de mí; y vendrá súbitamente a su templo el Señor a quien vosotros buscáis, el mensajero del convenio en quien vosotros os complacéis. He aquí, viene, ha dicho Jehová de los ejércitos.»
Malaquías 3:1

Se cree que ello enfatiza que, cuando vuelva el Señor Jesucristo por segunda vez, vendrá a un templo Santo de los Últimos Días. El primer esfuerzo de edificar un templo se indicaba en la ciudad de Independence (Misuri) y un segundo en Far West, otra ciudad en Misuri. El terreno del primero fue dedicado por Smith el 3 de agosto de 1831 pero no llegó a ser iniciado y se conoce hoy como el Lote del Templo,: 108  lugar de importancia histórica para varias ramas del movimiento SUD. El templo de Far West recibió piedras angulares antes de que la población de devotos fuese expulsada de la región. Varios grupos del movimiento SUD consideran como encargo divino completar la edificación de estos dos templos en algún tiempo futuro.: 11 

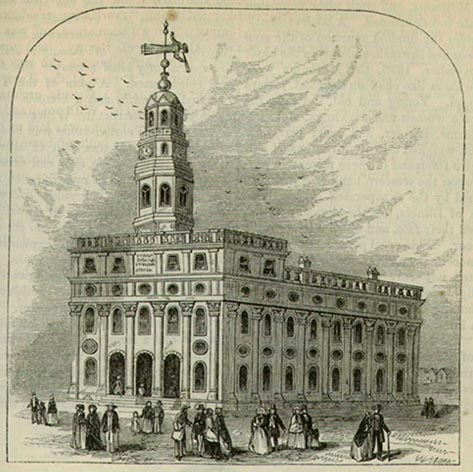
Representación del Templo de Nauvoo, el segundo templo construido por la iglesia SUD.

Mientras se elaboraban los planes para la construcción de un templo en Kirtland, Ohio, el primer templo completado por la iglesia SUD, la decisión fue tomada para comenzar simultáneamente la obra de un segundo templo en la colonia de la iglesia en el condado de Jackson, Misuri. Los planos existentes indican que ambos templos tendrían las mismas dimensiones y aproximadamente el mismo aspecto y ambos debían estar en el "centro" de las ciudades diseñadas según el plan de Smith para la ciudad de Sion.
Estando en conflicto con Misuri a causa de su teología y forma de gobierno, los fieles a la iglesia fueron expulsados del condado de Jackson, obviando cualquier posibilidad de construir ese tercer templo, aunque la construcción del templo en la ciudad de Kirtland continuó. El Templo de Kirtland fue completado a principios de 1836. El 27 de marzo, llevaron a cabo una extensa ceremonia de dedicación, reportando epifanías extraordinarias de visitaciones espirituales. El edificio persistió erguido aunque, por ser profanado por infieles, es considerado como repudiado por Cristo; funcionando como centro de reuniones relativamente desconocido.: 12 
La persecución en la ciudad de Kirtland obligaron a la iglesia a huir hasta la ciudad de Far West. De nuevo, planes para la construcción de un templo en esa ciudad comenzaron en 1838, aunque los eventos de la Guerra Mormona y la expulsión de la iglesia del estado de Misuri dejó los intentos de construir un nuevo templo sin progresar más que la excavación del fundamento del edificio. El lugar fue inscrito en el Registro Nacional de Lugares Históricos desde 1970. 
En 1839, la iglesia se reagrupó en Nauvoo, Illinois, haciendo de la ciudad su nueva sede. Smith mandó otra vez a que la iglesia construyera una «casa del Señor»—más grande y superior en comparación con las anteriores. Los planes para el templo de Nauvoo siguieron los modelos anteriores en Kirtland y en los de la ciudad de Independence, en el Condado de Jackson, con varios pisos, pero la escala fue ampliada considerablemente.
Las persecuciones a la Iglesia se intensificaron hasta llegar al martirio de Joseph Smith junto con su hermano Hyrum Smith, Patriarca de su iglesia, en la cárcel de Carthage el 27 de junio de 1844. El templo de Nauvoo se encontraba erigido hasta la mitad. Eventualmente, el templo se completó y dedicó para sus fines religiosos. Algunas de las ceremonias lograron realizarse en el templo de Nauvoo antes de que la mayoría de los fieles a Smith siguieran al oeste de Estados Unidos bajo la dirección de Brigham Young, a través del río Misisipi.
El movimiento fundado por Smith se dividió en diferentes denominaciones después del asesinato de este y como consecuencia de la crisis de sucesión. El concepto de la adoración del templo se desarrolló por separado en muchos de estos grupos y solamente la iglesia SUD, que siguió a Brigham Young, ha continuado la construcción de templos hasta abril de 1990 cuando la Comunidad de Cristo, entonces conocida como la Iglesia Reorganizada de Jesucristo de los Santos de los Últimos Días (RLDS, por sus siglas en inglés) comenzó a construir su primer templo, que fue dedicado oficialmente en 1994. La Comunidad de Cristo todavía posee el templo de Kirtland, que está abierto a visitantes y es utilizado para los servicios de adoración o acontecimientos especiales de varios grupos del movimiento SUD que residen en esa región. Por su parte, Brigham Young anunció la construcción de un nuevo templo el 26 de julio de 1847, dos días después que arribara al territorio de Utah junto con los pioneros mormones.

## Dedicación
Solo los miembros de la iglesia con recomendaciones para entrar a un templo emitidas por sus obispos pueden asistir a la dedicación oficial del edificio. El primer templo dedicado por la iglesia mormona fue el templo de Kirtland, dedicada por Joseph Smith y la oración se encuentra registrada en el libro de Doctrina y Convenios, sección 109. Después de la oración de Smith, un coro de fieles cantó un himno titulado El Espíritu de Dios, escrito por William W. Phelps exclusivamente para la ocasión. La congregación luego participó del sacramento, al final de lo cual concluyeron el servicio alzando sus manos en el aire y tres veces alzando en voz alta la frase: «Hosana, hosana, hosana a Dios y el Cordero, amén, amén, y amén.»
Durante la dedicación del Templo, solo los miembros con recomendación pueden entrar. Durante la dedicación se sigue un patrón muy similar de aquel llevado a cabo en Kirtland. Se dan discursos basado en principios restauracionistas, se cantan himnos y canciones con expresión cristiana, y finalmente se lleva a cabo la oración deidicatoria del edificio. Las oraciones dedicatorias son diferentes para cada templo, la cual es vocalizada por el presidente de la Iglesia SUD, uno de sus consejeros de la Primera Presidencia o, en ocasiones inusuales, otro miembro del Cuórum de los Doce Apóstoles. En 1998, el Templo de Regina (Saskatchewan) fue el primer templo SUD dedicado por un apóstol no miembro de la Primera Presidencia, Boyd K. Packer. Packer también dedicó el Templo de Brigham City (Utah), su ciudad natal, en septiembre de 2012. Dallin H. Oaks dedicó el templo del centro de la ciudad de Provo en marzo de 2016, tampoco siendo para ese entonces miembro de la Primera Presidencia.
En vista a las restricciones para entrar a un templo una vez dedicado, antes de la dedicación del edificio, la Iglesia efectúa una «casa abierta», un recorrido abierto al público y explicativo del interior del templo, bajo el auspicio de los misioneros y miembros que viven en el área.

## Simbolismo

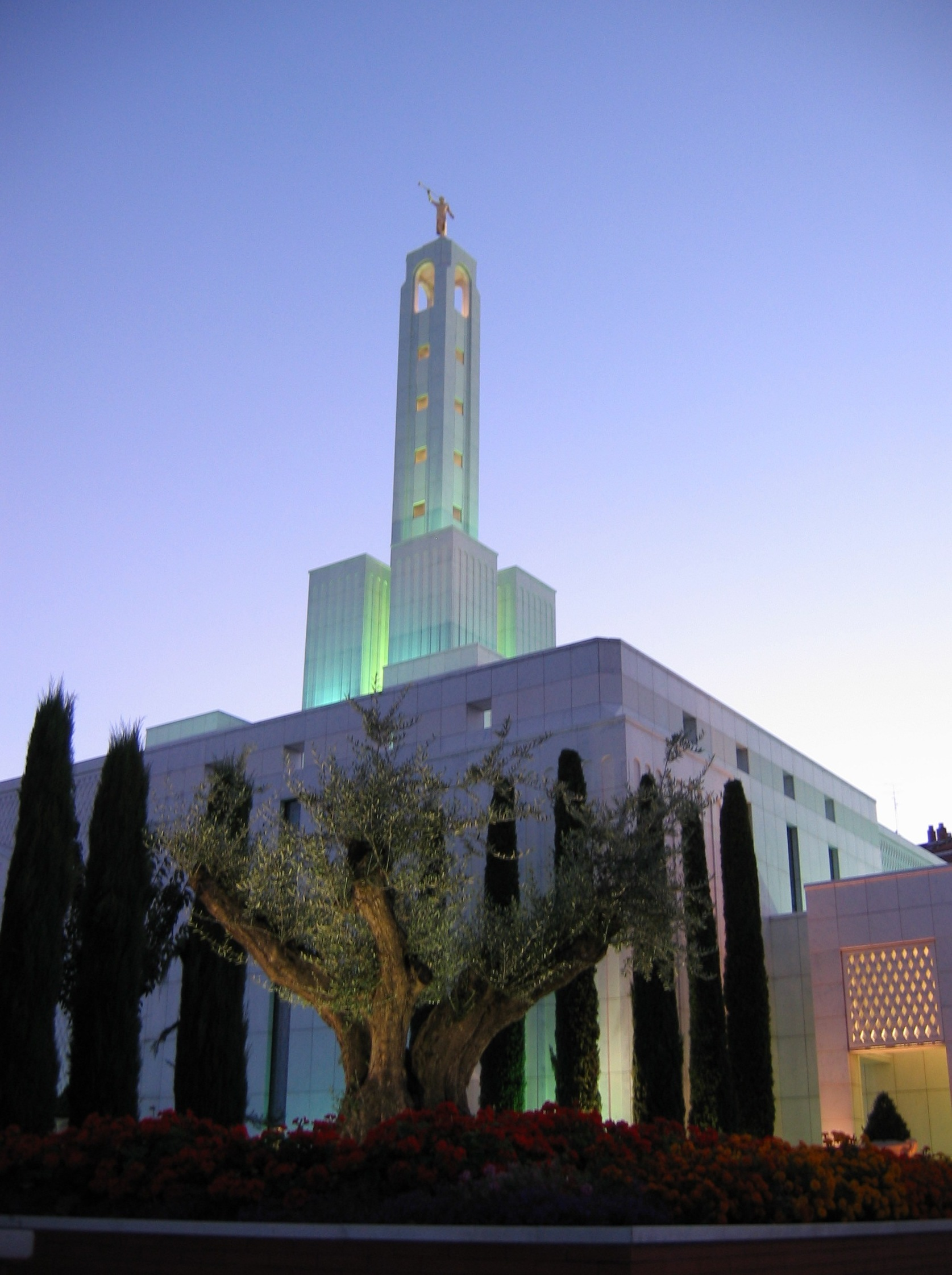
Templo de Madrid, el número 56 construido por la iglesia SUD y el primero de España, ubicado en el distrito Moratalaz de la ciudad de Madrid, España.

Casi todo lo que ocurre en el templo viene en forma de simbolismos religiosos, desde el vestuario del templo, la edificación, los cuartos y las ceremonias mismas y ese simbolismo representa elementos de su teología. Los primeros templos habían sido diseñados originalmente como centros de reuniones compuestos principalmente por grandes salones de asambleas, una encima de la otra. Sin embargo, poco después de la muerte de Brigham Young hubo un cambio en la planificación de templos, reemplazazando la parte inferior de salones de asambleas con una serie de salas de ordenanzas para la presentación de la investidura.
Cada templo lleva inscrito en su exterior las palabras La Casa del Señor. Santidad al Señor, representando la misma inscripción que llevó el templo de Salomón. La mayoría de los templos tienen su fachada en dirección al este, apuntando hacia la dirección en que Jesucristo tiene profetizada su Segunda Venida. Las espigas y torres se elevan a mayor altura que las del oeste por la misma razón y para representar la mayor autoridad del Sacerdocio de Melquisedec sobre el Aarónico o levítico. Algunos templos tienen rocas cavadas con lunas, soles y estrellas simbolizando los tres grados de gloria de la vida venidera. La estatua del ángel Moroni, puesta sobre la mayoría de los templos tienen el diseño de 1891 por Cyrus Dallin y representa la creencia que Moroni y su visita a Joseph Smith es el ángel que se profetiza en el Apocalipsis de Juan capítulo 14.
Algunos de los templos construidos alrededor del mundo, incluso en los Estados Unidos, tienen dimensiones pequeñas en comparación con los primeros templos de la iglesia. Todas las actividades que se ofrecen en el templo de Salt Lake City, por ejemplo, el templo más grande de la iglesia SUD, se ofrecen en los templos pequeños, devotos exclusivamente para las ordenanzas eclesiásticas de esa iglesia.

### Ordenanzas del templo
Los miembros de la Iglesia de Jesucristo de los Santos de los Últimos Días hacen convenios y realizan rituales especiales llamados ordenanzas, dentro de los templos. Estas ordenanzas se caracterizan por un alto grado de estandarización, con redacción y acciones específicas que deben ejecutarse meticulosamente para que la ceremonia se considere completa. Sus fieles reportan sentir el poder de la divinidad al servir en los templos. Algunas de las más frecuentes incluyen:
- El bautismo, su confirmación y la ordenación al sacerdocio en bien de aquellos que hayan fallecido. Estas ceremonias ocurren en las capillas para los vivos.
- El lavamiento y unción —consideradas ordenanzas iniciatorias o preliminares—.
- La investidura.
- El matrimonio o sellamiento eterno, así como el sellamiento de los hijos hacia sus padres.

Las ordenanzas a favor de los muertos ocurren solo en la iglesia SUD, fundamentado en su creencia de que una vasta congregación de almas, fallecidas sin estas ceremonias, pueden aceptarlas en el mundo de los espíritus cuando alguien sirve de voluntario vicario para recibirlas por ellos en la Tierra.
Por lo general, los eventos personales que ocurren en el templo, no se comparten públicamente, por ser ellas de naturaleza personal.

Nunca se tuvo como propósito que el conocimiento de dichas ceremonias se circunscribiera a un corto número de personas selectas a quienes se obligaría a que se aseguraran de que nadie más se enteraría de ellas; en realidad, es todo lo contrario, ya que exhortamos vigorosamente a toda persona a prepararse y hacerse merecedora de participar de las ceremonias del templo.
Boyd K. Packer

## Requerimientos para entrar en un templo SUD

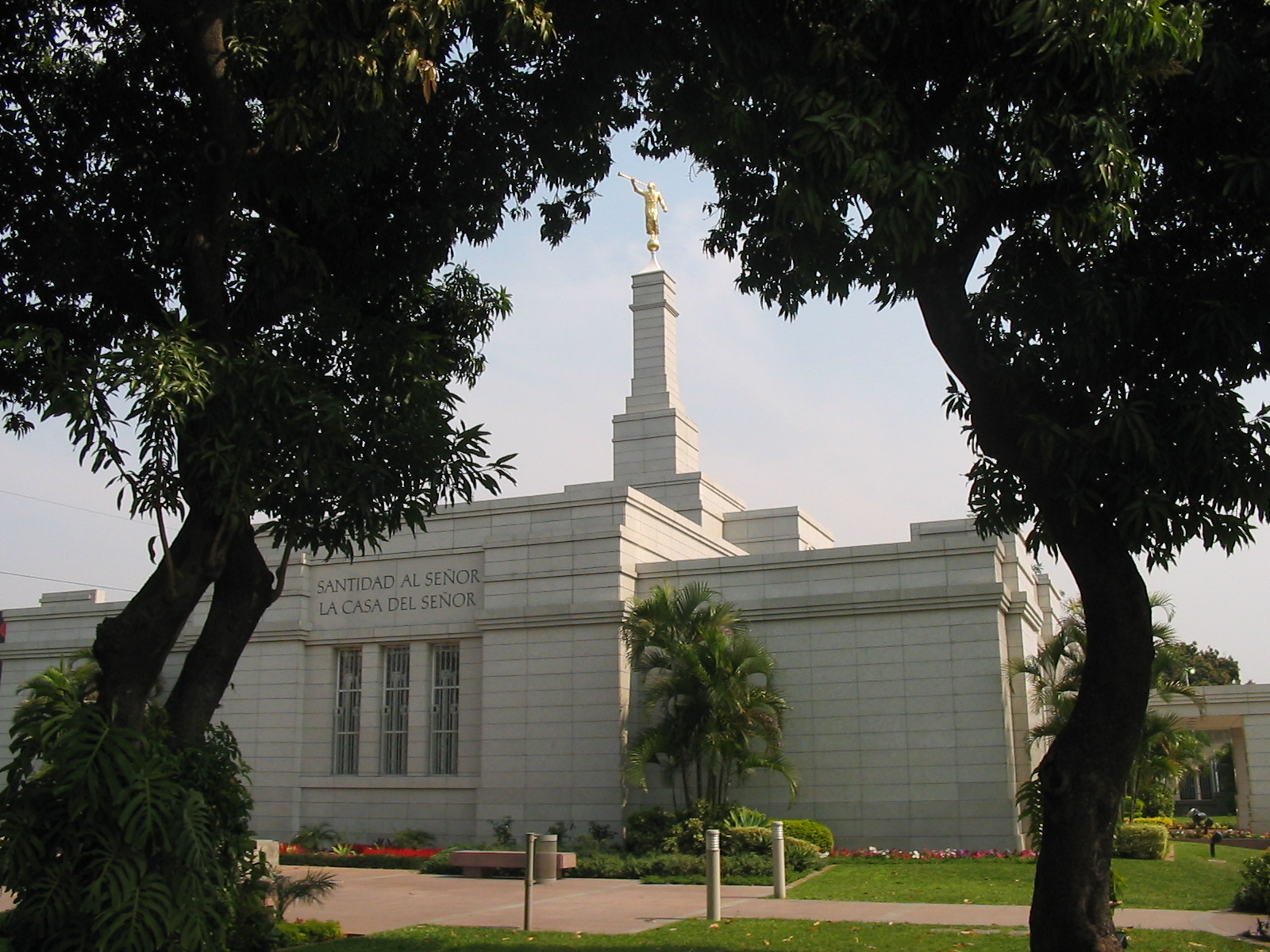
Templo de la ciudad de Asunción, Paraguay.

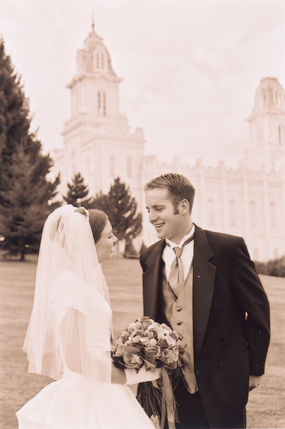
Pareja frente al templo de Manti.

Para entrar a un templo, los miembros de la Iglesia de Jesucristo de los Santos de los Últimos Días, deben cumplir con un alta norma de dignidad moral para ser acreedores a la llamada recomendación para entrar al templo y asegurar así que nada impuro entre en el templo. En un principio de la historia de la iglesia, la recomendación era firmada por el presidente de la iglesia, aunque en la actualidad es otorgada por un obispo y presidente de estaca. La recomendación para el templo es también firmada por el individuo como simbolismo de su dignidad para entrar en un santo templo por haber vivido de acuerdo con la voluntad de Dios. La recomendación para el templo es válida por dos años y debe ser renovada al caducar. Las recomendaciones de uso limitado son obtenidas por aquellos que solo van a hacer obra vicaria bautismal por los muertos, como es el caso de los jóvenes entre 12 y 19 años y los conversos recientes de menos de un año desde su bautismo. Esta recomendación para uso limitado no es válida para participación en otras ceremonias del templo, como el matrimonio por las eternidades.
Las recomendaciones para el templo se reciben durante una entrevista personal con el líder eclesiástico local del individuo, sin la participación del clero mundial, donde se le hace preguntas que verifique:
- su creencia en Dios, el Padre, su hijo Jesucristo como redentor de la humanidad y en el Espíritu Santo;
- su creencia en la restauración de la fe de Jesucristo;
- sostenimiento de la Primera Presidencia y otras autoridades generales, así como locales;
- obediencia a la ley de castidad, un celibato estricto antes de y la monogamia después del matrimonio;
- refreno del abuso de los miembros de su familia;
- la no-afiliación a grupos polígamos o que se opongan a las enseñanzas de la iglesia;
- un esfuerzo de buena fe para asistir a las reuniones de la iglesia;
- la honestidad en el trato con los semejantes;
- el pago de un diezmo íntegro;
- seguimiento de la ley de salud de la iglesia, conocida como la Palabra de Sabiduría;
- el que se guarde los compromisos legales estipulados en un previo divorcio, de ser aplicable;
- el guardar los convenios realizados en el templo en el pasado, así como el uso del garment del templo, de día y de noche;
- la confesión de algún pecado serio a los líderes de la iglesia.

### Matrimonios en el templo
Después de que un nuevo templo sea dedicado oficialmente, la iglesia solo permite la entrada a personas que tengan una recomendación para el templo. La única excepción a esta norma son los niños menores de doce años, a quienes se les permite la entrada una vez con el propósito de ser sellados a sus padres. Para los niños bautizados en la iglesia mayores de doce años, se les entrega una recomendación de uso limitado, cuando estos quieran hacer bautismos y confirmaciones por personas fallecidas, la única actividad permitida en el templo a jóvenes de esas edades.
En la mayoría de los países, los matrimonios civiles deben preceder el matrimonio religioso, sin embargo, en ciertos países, el matrimonio en el templo tiene validez como matrimonio civil. Las recepciones después de la ceremonia del templo no tienen las restricciones de asistencia como en el templo, pues, por lo general, ocurren en las capillas u otros lugares públicos.
En casos que la pareja decide casarse por civil y posponen el matrimonio en el templo, se les requiere esperar un año antes de ser sellados por las eternidades.

## Otros grupos con templos

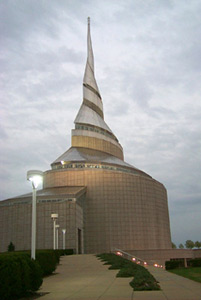
Templo de la Comunidad de Cristo en Misuri.

Diversas denominaciones que se desprenden del movimiento de los Santos de los Últimos Días han construido o han intentado construir templos.
La Comunidad de Cristo (anteriormente La Iglesia Reorganizada de Jesucristo de los Santos de los Últimos Días) mantiene dos templos. A diferencia de los templos de La Iglesia de Jesucristo de los Santos de los Últimos Días, estos templos están abiertos al público, y no implican ordenanzas exclusivas del templo, salvo en determinados momentos de comunión y de un diario dedicado a la oración por la paz. El templo más antiguo que mantiene La comunidad de Cristo está en Kirtland, Ohio. Este templo fue el primer templo construido por los Santos de los Últimos Días. En su Conferencia Mundial de 1994, la Comunidad de Cristo dedicó un templo en Independence, Misuri.
Durante la vida de Joseph Smith, dedicó un lugar en Independence, Misuri para la construcción de un templo, que iba a ser el centro de una Nueva Jerusalén. El lote de este templo pertenece y es mantenido por la Iglesia de Cristo. Aunque la iglesia proyectó la construcción de un templo en el sitio en 1929, e incluso excavó una fundación, los esfuerzos fueron abandonados durante los males económicos de la Gran Depresión y debido a un cisma que dio lugar al establecimiento de la Iglesia de Cristo con Mensaje de los Elías. Por su parte, la Iglesia de Cristo (Terreno del Templo) no tiene planes de construir un templo propio. En lugar de ello, la iglesia considera que es el mayordomo de la ubicación en Independence hasta que se construya un templo sobre el susodicho terreno, antes de la segunda venida de Jesús, donde pueda El manifestarse a su pueblo.
La Iglesia de Jesucristo de los Santos de los Últimos Días (Strangita) comenzó a construir un templo en su sede en Voree, Wisconsin a mediados de los años 1840. Otro templo puede haber sido previsto para Beaver Island en el lago Míchigan, antes de su expulsión. La iglesia no ha hecho ningún intento de construir templos desde la muerte de su profeta, James J. Strang. De hecho se considera que la construcción simultánea de numerosos templos va en contra de las escrituras bíblicas.

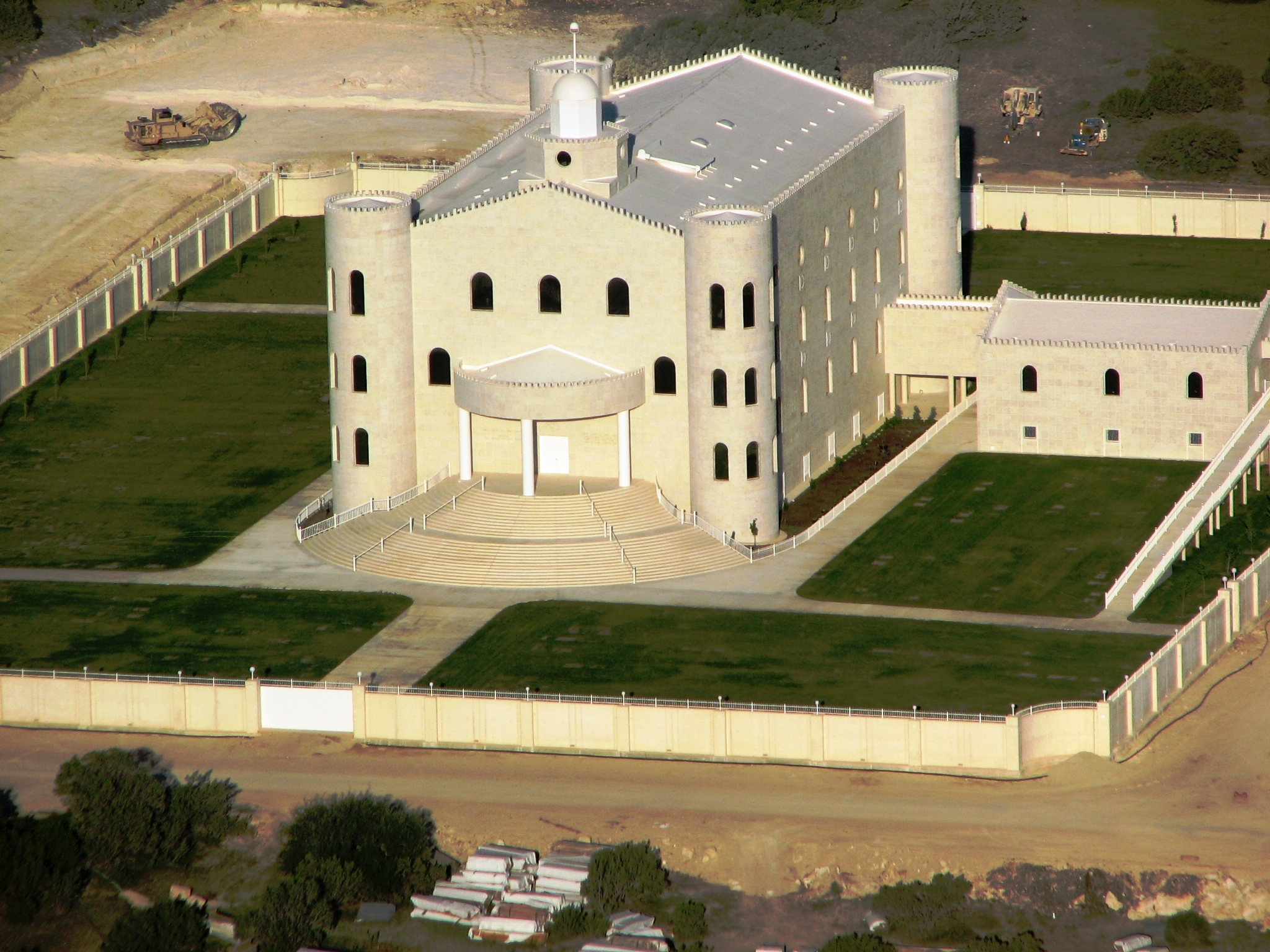
Templo de la Iglesia Fundamentalista SUD en construcción en el pequeño pueblo de Eldorado, Texas, Estados Unidos.

La Apostolic United Brethren, un grupo fundamentalista mormón que acepta la práctica de la poligamia, ha tenido un templo en Ozumba, México, al menos por el decenio de 1990, así como una Endowment house en Utah en los años 1980. No se han reportado planes de la construcción de un nuevo templo a pesar de la compra reciente de extensiones de terreno en Utah.
La Iglesia Fundamentalista de Jesucristo de los Santos de los Últimos Días (FLDS) grupo polígamo que lideriza Warren Jeffs, se hizo noticia en 2004 por embarcarse en la construcción de un templo en su nuevo asentamiento cerca de Eldorado, Texas. La fundación del templo de la FLDS coincide aproximadamente con el del original Templo de Nauvoo. Esta es la segunda vez que las sectas polígamas fundamentalistas mormonas han tratado de construir un templo por su propia cuenta.
Por su parte, la Verdadera y Viva Iglesia de Jesucristo de los Santos de los Últimos Días con sede en Manti (Utah) y establecida en mayo de 1994, enseña la necesidad de las ceremonias del templo, sin embargo carece de un edificio para realizar dichas ordenanzas.

## Respuesta Pandemia de COVID-19
Con el reporte e1 31 de diciembre de 2019 de las autoridades municipales de Wuhan de casos tipo neumonía de su localidad, la iglesia SUD envió equipo médico de soporte para su crisis. El 4 de febrero, la iglesia extrajo sus misioneros extranjeros de Hong Kong. Otros misioneros en ciudades de alto riesgo en Asia recibieron instrucciones de permanecer en sus lugares de habitación hasta nuevo aviso. Para finales de febrero de 2020, la iglesia entró en una etapa inusual de cierre mundial de las operaciones de sus templos religiosos.
- 22 de febrero de 2020: el Templo de Taipéi y el Templo de Seúl cerraron y cesaron sus actividades ceremoniales. El templo de Hong Kong estaba cerrado previo al arribo de la Pandemia de COVID-19 por motivo de remodelación arquitectónica.
- 27 de febrero: cierran el templo de Fukuoka y el templo de Sapporo, ambos en Japón.
- 5 de marzo: cierra el templo de Roma, el primero en cerrar en Europa.
- 6 de marzo: cierra el templo de Seattle en respuesta de el nivel elevado de mortalidad reportado por el estado de Washington. Fue el primero en cerrar en los Estados Unidos.
- 11 de marzo: la Organización Mundial de la Salud declara el nivel de pandemia del virus de COVID-19. El gobierno de Paraguay suspende las reuniones públicas obligando el cierre total del templo de Asunción, el primero en cerrar en América Latina.
- 14 de marzo: un total de cuarenta y cuatro templos han cerrado sus puertas y los templos que permanecen abiertos solo permiten las ceremonias personales para sus fieles, incluyendo el matrimonio de sus parejas. Un total de catorce de los cuarenta y cuatro templos que cerraron eran de ciudades de gran crisis de salud en los Estados Unidos, principalmente en California. En América Latina y el Caribe cerraron doce templos, en Europa cerraron once templos, seis en Asia y el Templo de Acra en Ghana. La casa abierta y dedicacó del templo de Río de Janeiro fue cancelado y pospuesto para mayo de 2022.[28]
- 18 de marzo: la iglesia cierra templos adicionales llegando a un total de ochenta y ocho templos cerrados en todas sus labores. El resto de los templos funcionan con grandes restricciones para minimizar el contacto público.[29]
- 23 de marzo: los primeros templos del estado de Utah, el epicentro de la iglesia cerraron sus operaciones, primero el templo de Bountiful y luego el templo del Monte Oquirrh. Para entonces la iglesia ha cerrado novena y tres templos a nivel mundial.[30]
- 25 de marzo: la iglesia había cerrado 111 de sus 168 templos anunciando luego el cierre de todas las actividades en todos los templos a nivel mundial.[31]
- 11 de mayo: la iglesia anuncia la reapertura de los primeros diecisiete templos donde solo se permitieron los matrimonios de parejas que previamente habían sido investidos. Los templos se ubican en el estado de Utah, Idaho, Alemania y Suecia.[32]
- 17 de junio: la rededicación y casa abierta del templo de Washington D. C. fueron pospuestos así como la conferencia general de la iglesia de octubre de 2020.[33]
- 20 de julio: los doce templos en funciones a nivel mundial pasan a aceptar todas las ordenanzas a favor de personas vivas. La iglesia anuncia cambios en la ceremonia de la investidura. El primer templo en abrir con restricciones en América Latina fue el templo de Guayaquil.[34]
- 27 de julio: un total de 125 de los 168 templos en funciones de la iglesia abrieron con restricciones a nivel mundial. La iglesia presentó cuatro fases de reapertura de sus templos. La fase 1 solo permitían sellamientos matrimoniales. La fase 2 permite todas las ordenanzas para personas vivas con citas previas con el templo. La fase 3 permite las ceremonias a favor de personas fallecidas, incluyedo el bautismo por los muertos con ciertas restricciones de salud. Fase 4 implica el retorno sin restricciones a todas las funciones del templo.[34]
- 1 de septiembre: la rededicación y casa abierta del Templo de Winnipeg, Manitoba fueron pospuestos.
- 7 de diciembre: los primeros cuatro templos entran en la fase 3 de reapertura, el templo de Apia, el templo de Brisbane, el templo de Nuku’aolfa y el Templo de Taipéi.[35] Para la fecha, dos de los miembros del cuórum de los Doce Apóstoles recibieron pruebas positivas de Covid-19: Dale G. Renlund y Gerrit W. Gong.
- 25 de mayo de 2021: la iglesia anuncia de sesenta templos a nivel mundial han sido autorizados para abrir en fase 3 con ciertas restricciones de salud, incluyendo cuatro templos en México, el Templo de la Ciudad de Panamá y el templo de Tegucigalpa.[36]
- 5 de julio de 2021: el unico templo en no abrir sus puertas por motivo de la pandemia, el Templo de Kiev, es autorizado para abrir en fase 1. La casa abierta del Templo de Mesa (Arizona) se anuncia para finales del 2021 mientras que el templo de Washington D. C. es anunciado para mediados de 2022.[26]
- 13 de septiembre de 2021: la primera casa abierta desde la pandemia ocurre para el templo de Pocatello. Habrían pasado quinientos noventa días desde la casa abierta del templo de Durban.[37]

## Templos de la iglesia de Jesucristo de los Santos de los Últimos Días
Hasta ahora, 2023, existen ciento setenta y siete templos de La Iglesia de Jesucristo de los Santos de los últimos días en funcionamientos, hay cincuenta en construcción, cuatro en renovación y han sido anunciados ochenta y nueve templos más, estos edificios están distribuidos al rededor del mundo.
| Templo (1800-1999)            | Año  | Templo (2000-2012)             | Año  | Templo (2012-2020)               | Año  | Templo (2024-2030)             | Año  |
| ----------------------------- | ---- | ------------------------------ | ---- | -------------------------------- | ---- | ------------------------------ | ---- |
| Templo de Kirtland            | 1836 | Templo de St. Paul (Minnesota) | 2000 | Templo de Brigham City           | 2012 | Templo de Farmington           | 2025 |
| Templo de Nauvoo              | 1836 | Templo de Kona                 | 2000 | Templo de Calgary                | 2013 | Templo de Elko                 | 2025 |
| Templo de St. George          | 1877 | Templo de Ciudad Juárez        | 2000 | Templo de Tegucigalpa            | 2014 | Templo de Bahía Blanca         | 2025 |
| Templo de Logan               | 1884 | Templo de Hermosillo           | 2000 | Templo de Gilbert                | 2014 | Templo de Neiafu               |      |
| Templo de Manti               | 1888 | Templo de Albuquerque          | 2000 | Templo de Fort Lauderdale        | 2014 | Templo de Phnom Penh           |      |
| Templo de Salt Lake City      | 1893 | Templo de Oaxaca               | 2000 | Templo de Phoenix                | 2015 | Templo de Bacólod              |      |
| Templo de Laie                | 1919 | Templo de Tuxtla Gutiérrez     | 2000 | Templo de Córdoba                | 2015 | Templo de Pago Pago            |      |
| Templo de Alberta             | 1923 | Templo de Louisville           | 2000 | Templo de Payson                 | 2015 | Templo de Freetown             |      |
| Templo de Mesa (Arizona)      | 1927 | Templo de Palmyra              | 2000 | Templo de Trujillo               | 2015 |                                |      |
| Templo de Idaho Falls         | 1945 | Templo de Fresno               | 2000 | Templo de Indianápolis           | 2015 |                                |      |
| Templo de Berna               | 1955 | Templo de Medford              | 2000 | Templo de Tijuana                | 2016 | Templo de Lindon               |      |
| Templo de Los Ángeles         | 1956 | Templo de Memphis              | 2000 | Tabernáculo de Provo             | 2016 |                                |      |
| Templo de Hamilton            | 1958 | Templo de Reno                 | 2000 | Templo de Sapporo                | 2016 |                                |      |
| Templo de Londres             | 1958 | Templo de Cochabamba           | 2000 | Templo de Filadelfia             | 2016 | Templo de Burley               |      |
| Templo de Oakland             | 1964 | Templo de Tampico              | 2000 | Templo de Fort Collins           | 2016 | Templo de Smithfield           |      |
| Templo de Ogden               | 1972 | Templo de Nashville            | 2000 | Templo de Star Valley            | 2016 | Templo de Lubumbashi           |      |
| Templo de Provo               | 1972 | Templo de Villahermosa         | 2000 | Templo de Hartford               | 2017 | Templo de Ephraim              |      |
| Templo de Washington D. C.    | 1974 | Templo de Montreal             | 2000 | Templo de Paris                  | 2017 | Templo de Managua              |      |
| Templo de São Paulo           | 1978 | Templo de San José             | 2000 | Templo de Tucson                 | 2017 | Templo del Valle de Willamette |      |
| Templo de Tokio               | 1980 | Templo de Fukuoka              | 2000 | Templo de Meridian               | 2017 | Templo de Miraflores           |      |
| Templo de Seattle             | 1980 | Templo de Adelaida             | 2000 | Templo de Cedar City             | 2018 | Templo de Torreón              |      |
| Templo de Jordan River        | 1981 | Templo de Melbourne            | 2000 | Templo de Concepción             | 2018 | Templo de Querétaro            |      |
| Templo de Atlanta             | 1983 | Templo de Suva                 | 2000 | Templo de Barranquilla           | 2018 | Templo de Port Vila            |      |
| Templo de Apia                | 1983 | Templo de Mérida               | 2000 | Templo de Roma                   | 2019 | Templo de Port Moresby         |      |
| Templo de Nuku'alofa          | 1983 | Templo de Veracruz             | 2000 | Templo de Kinshasa               | 2019 | Templo de Yorba Linda          |      |
| Templo de Santiago            | 1983 | Templo de Baton Rouge          | 2000 | Templo de Fortaleza              | 2019 | Templo de Belo Horizonte       |      |
| Templo de Papeete             | 1983 | Templo de Oklahoma City        | 2000 | Templo de Puerto Príncipe        | 2019 | Templo de Shanghái             |      |
| Templo de la Ciudad de México | 1983 | Templo de Caracas              | 2000 | Templo de Lisboa                 | 2019 | Templo de Benin City           |      |
| Templo de Boise               | 1984 | Templo de Houston              | 2000 | Templo de Arequipa               | 2020 | Templo de Dubái                |      |
| Templo de Sídney              | 1984 | Templo de Birmingham           | 2000 | Templo de Durban                 | 2021 | Templo de Fort Worth           |      |
| Templo de Manila              | 1984 | Santo Domingo                  | 2000 | Templo de Winnipeg, Manitoba     | 2021 | Templo de Montpelier           |      |
| Templo de Dallas              | 1984 | Templo de Boston               | 2000 | Templo de Pocatello              | 2022 | Templo de Modesto              |      |
| Templo de Taipéi              | 1984 | Templo de Recife               | 2000 | Templo de Río de Janeiro         | 2022 | Templo de Kaohsiung            |      |
| Ciudad de Guatemala           | 1984 | Templo de Porto Alegre         | 2001 | Templo de Yigo, Guam             | 2022 | Templo de Konxville            |      |
| Templo de Freiberg            | 1985 | Templo de Montevideo           | 2001 | Templo de Praia, Cabo Verde      | 2022 | Templo de San Luis Potosí      |      |
| Templo de Estocolmo           | 1985 | Templo de Winter Quarters      | 2001 | Templo de Belém                  | 2022 | Templo de Teton River          |      |
| Templo de Chicago             | 1985 | Templo de Guadalajara          | 2001 | Templo de Quito, Ecuador         | 2023 | Templo de Cagayán de Oro       |      |
| Templo de Johannesburgo       | 1985 | Templo de Perth                | 2001 | Templo de San Juan, Puerto Rico  | 2023 | Templo de Rusia                |      |
| Templo de Seúl                | 1985 | Templo de Columbia River       | 2002 | Templo de Richmond               | 2023 | Templo de Lagos                |      |
| Templo de La Molina, Lima     | 1986 | Templo de Snowflake            | 2002 | Templo de Helena                 | 2023 | Templo de Budapest             |      |
| Templo de Buenos Aires        | 1986 | Templo de Lubbock              | 2002 | Templo de Saratoga Springs       | 2023 | Templo de Tarawa               |      |
| Templo de Denver              | 1986 | Templo de Monterrey            | 2002 | Templo de Bentonville            | 2023 | Templo de São Paulo Este       |      |
| Templo de Fráncfort           | 1987 | Templo de Campinas             | 2002 | Templo de Brasilia               | 2023 | Templo de Santa Cruz, Bolivia  |      |
| Templo de Portland            | 1989 | Templo de Asunción             | 2002 | Templo de Moses Lake             | 2023 | Templo de Oslo                 |      |
| Templo de Las Vegas           | 1989 | Templo de Nauvoo               | 2002 | Templo de Feather River          | 2023 | Templo de Bruselas             |      |
| Templo de Toronto             | 1990 | Templo de Países Bajos         | 2003 | Templo de McAllen                | 2023 | Templo de Vienna               |      |
| Templo de San Diego           | 1993 | Templo de Brisbane             | 2003 | Templo de Bangkok, Tailandia     | 2023 | Templo de Kumasi               |      |
| Templo de Orlando             | 1994 | Templo de Redlands             | 2004 | Templo de Okinawa                | 2023 | Templo de Beira                |      |
| Templo de Bountiful           | 1995 | Templo de Acra                 | 2004 | Templo de Los Olivos, Lima, Perú | 2024 | Templo de Ciudad del Cabo      |      |
| Templo de Hong Kong           | 1996 | Templo de Copenhague           | 2004 | Templo de Orem                   | 2024 | Templo de Singapur             |      |
| Templo de Timpanogos          | 1996 | Templo de Manhattan            | 2005 | Templo de Red Cliffs             | 2024 | Templo de Cali                 |      |
| Templo de St. Louis           | 1997 | Templo de San Antonio          | 2005 | Templo de Urdaneta               | 2024 |                                |      |
| Templo de Vernal              | 1997 | Templo de Aba                  | 2005 | Templo de Puebla                 | 2024 | Templo de Davao                |      |
| Templo de Preston             | 1998 | Templo de Newport Beach        | 2006 | Templo de Taylorsville           | 2024 |                                |      |
| Templo de Monticello          | 1998 | Templo de Sacramento           | 2006 | Templo de Cobán                  | 2024 |                                |      |
| Templo de Anchorage           | 1999 | Templo de Helsinki             | 2008 | Templo de Salta                  | 2024 |                                |      |
| Templo de Colonia Juárez      | 1999 | Templo de Rexburg              | 2008 | Templo de Layton                 | 2024 |                                |      |
| Templo de Madrid              | 1999 | Templo de Curitiba             | 2008 | Templo de Pittsburgh             | 2024 |                                |      |
| Templo de Bogotá              | 1999 | Templo de Ciudad de Panamá     | 2008 | Templo de Mendoza                | 2024 |                                |      |
| Templo de Guayaquil           | 1999 | Templo de Twin Falls           | 2009 | Templo de San Pedro Sula         | 2024 | Templo de Bangalore            |      |
| Templo de Spokane             | 1999 | Templo de Draper               | 2009 | Templo de Salvador               | 2024 |                                |      |
| Templo de Columbus            | 1999 | Templo del Monte Oquirrh       | 2010 | Templo de Deseret Peak           | 2024 |                                |      |
| Templo de Bismarck            | 1999 | Templo de Vancouver            | 2010 | Templo de Casper                 | 2024 |                                |      |
| Templo de Columbia            | 1999 | Templo del valle del Gila      | 2010 | Templo de Tallahassee            | 2024 |                                |      |
| Templo de Detroit             | 1999 | Templo de Cebú                 | 2010 | Templo de Auckland               | 2025 | Templo de Cagayán de Oro       |      |
| Templo de Halifax             | 1999 | Templo de Kiev                 | 2011 | Templo de Nairobi                | 2025 |                                |      |
| Templo de Regina              | 1999 | Templo de El Salvador          | 2011 | Templo de Abiyán                 | 2025 |                                |      |
| Templo de Billings            | 1999 | Templo de Quetzaltenango       | 2012 | Templo de Syracuse               | 2025 | Templo de Bengaluru            |      |
| Templo de Edmonton            | 1999 | Templo de Kansas City          | 2012 | Templo de Antofagasta            | 2025 | Templo de Harare               |      |
| Templo de Raleigh             | 1999 | Templo de Manaus               | 2012 | Templo de Grand Junction         | 2025 | Templo de Alabang              |      |